# Thomomys umbrinus
Espèce
Statut de conservation UICN

 LC  : Préoccupation mineure
Thomomys umbrinus est une espèce de rongeurs de la famille des Geomyidae. Ce gaufre à larges abajoues se rencontre aux États-Unis et au Mexique.
Cette espèce a été décrite pour la première fois en 1829 par John Richardson (1787-1865), un naturaliste, explorateur et médecin écossais.

## Liste des sous-espèces
Selon NCBI (13 nov. 2012) :
- sous-espèce Thomomys umbrinus arriagensis
- sous-espèce Thomomys umbrinus chihuahuae
- sous-espèce Thomomys umbrinus crassidens
- sous-espèce Thomomys umbrinus durangi
- sous-espèce Thomomys umbrinus goldmani
- sous-espèce Thomomys umbrinus intermedius
- sous-espèce Thomomys umbrinus juntae
- sous-espèce Thomomys umbrinus nelsoni
- sous-espèce Thomomys umbrinus potosinus
- sous-espèce Thomomys umbrinus pullus
- sous-espèce Thomomys umbrinus sonoriensis
- sous-espèce Thomomys umbrinus tolucae
- sous-espèce Thomomys umbrinus volcanius
- sous-espèce Thomomys umbrinus zacatecae